# Шафрановка
Шафрано́вка (укр. Шафранівка) — село, Гоголевский сельский совет, Шишацкий район, Полтавская область, Украина.
Код КОАТУУ — 5325781605. Население по переписи 2001 года составляло 253 человека.

## Географическое положение
Село Шафрановка находится на левом берегу реки Голтва,
выше по течению на расстоянии в 1 км расположено село Маликовщина,
ниже по течению на расстоянии в 3 км расположено село Молодиковщина (Решетиловский район),
на противоположном берегу — село Науменки.